# NGC 6293
NGC 6293 (również GCL 55 lub ESO 519-SC5) – gromada kulista znajdująca się w gwiazdozbiorze Wężownika. Odkrył ją William Herschel 24 maja 1784 roku. Jest położona w odległości ok. 31,0 tys. lat świetlnych od Słońca oraz 6,2 tys. lat świetlnych od centrum Galaktyki.